# Beechwood (hrabstwo Ottawa)
Beechwood – jednostka osadnicza w Stanach Zjednoczonych, w stanie Michigan, w hrabstwie Ottawa.